# ترومسو

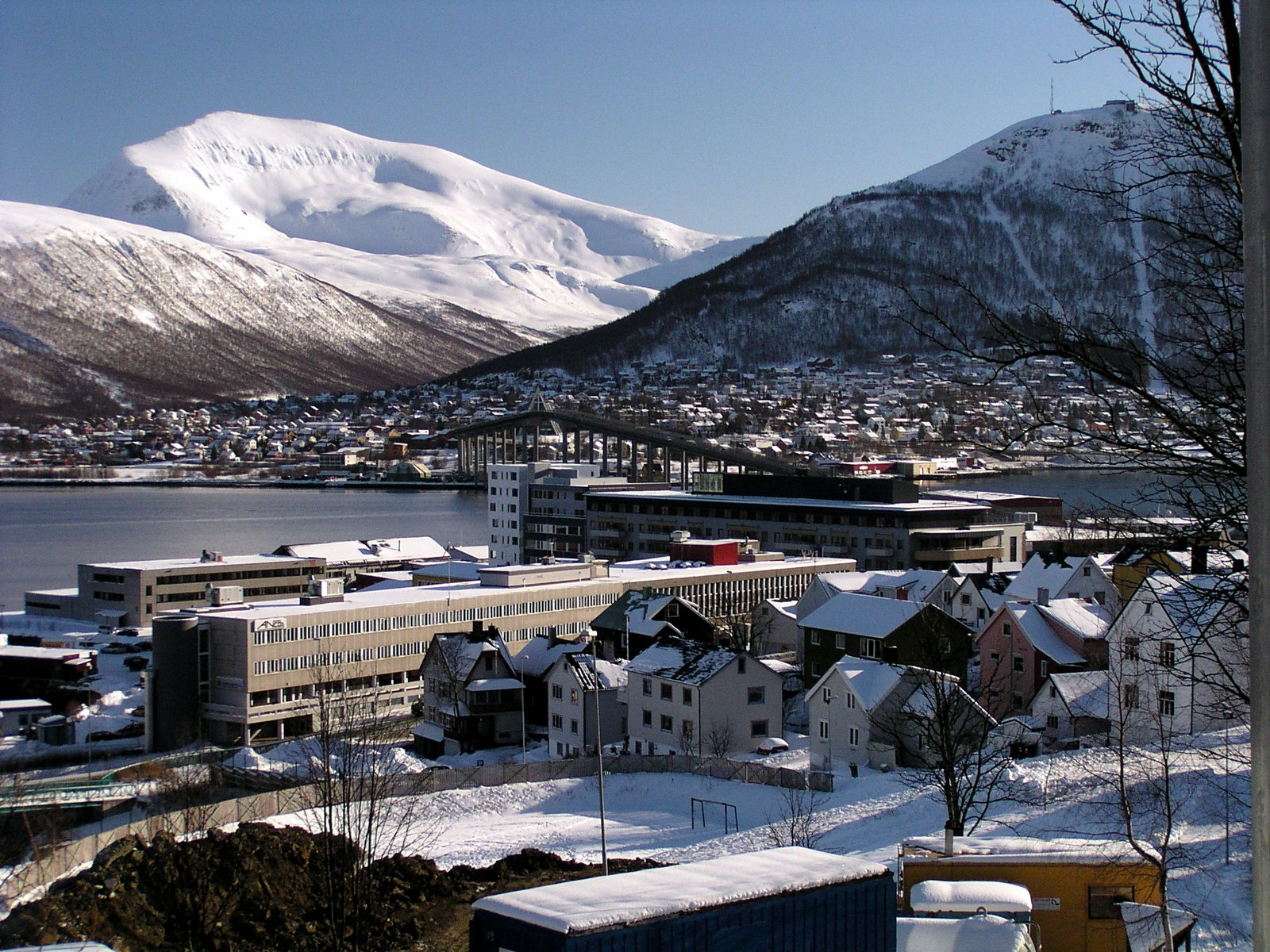
قمة Tromsdaltinden

ترومسو أو ترمسو (بالنرويجية: Tromsø) هي مدينة وبلدية في مقاطعة ترومس (Troms) بشمال النرويج، تُلقب بباريس الشمال، وتعد مدينة ترومسو المركز الإداري للبلدية. ترومسو هي سابع أكبر مدن النرويج من حيث عدد السكان، وهي أكبر مدينة وأكبر منطقة حضرية في شمال النرويج. يحتوي شعار المدينة والبلدية على حيوان الرنة وقد تم تصميمه عام 1870.

## التاريخ

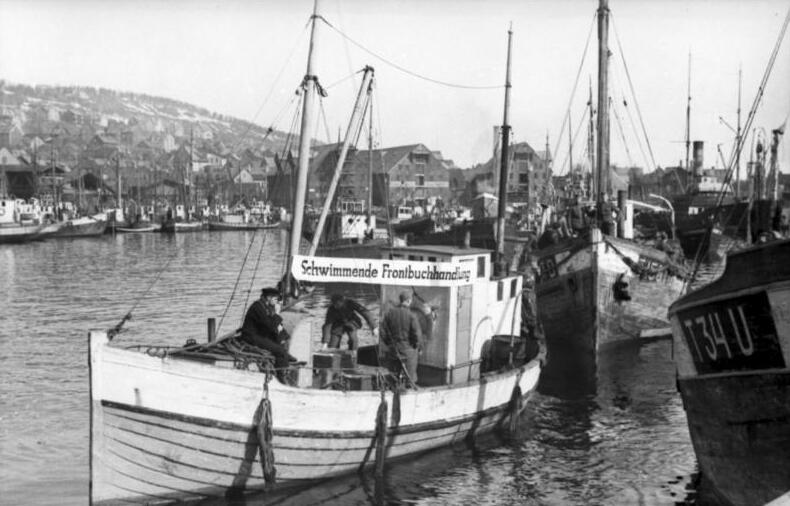
ترومسو في الحرب العالمية الثانية

تواجد السكان في المنطقة منذ نهاية العصر الجليدي، وتعتبر قومية سامي أول ثقافة تعرفها المنطقة. أما النرويجيون الأوائل فقد استقروا في المنطقة خلال فترة هجرات الفايكنج قبل عام 890 ميلادية. وفي عام 1794 أصدر الملك كريستيان السابع ميثاق ترومسو كمدينة، وتم تخصيصها كبلدية عام 1838.
كان لترومسو دور في الحرب العالمية الثانية لكنها خرجت من الحرب دون ضرر يُذكر، وبعد الحرب حدث توسع سكاني كبير ومتسارع. افتتح مطار ترومسو الدولي عام 1964، وفي عام 1972 افتتحت جامعة ترومسو التي تشتهر بدراسة البيئة القطبية الشمالية والسكان الأصليين.

## السكان والجغرافيا والمناخ

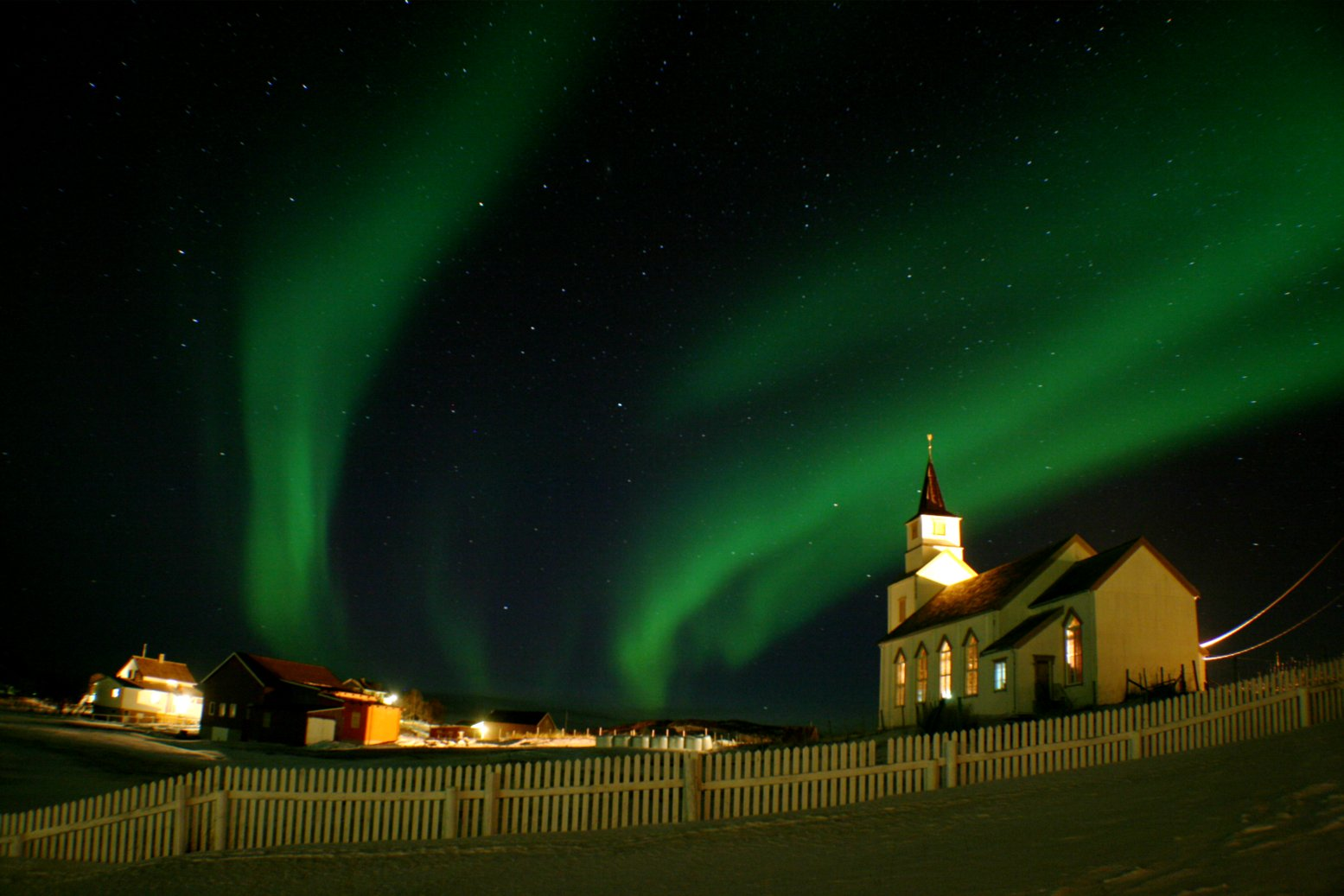
شفق قطبي في ترومسو

يبلغ سكان بلدية ترومسو 63,596 وهناك أكثر من 130 جنسية ممثلة في السكان. تقع معظم مدينة ترومسو على جزيرة صغيرة على دائرة عرض 77 درجة شمالا حوالي 350 كيلومترا داخل (شمال) الدائرة القطبية الشمالية، وترتبط بالبر عن طريق جسر وكذلك نفق ضخم تحت الماء. تعتبر المدينة أكثر دفئا من غيرها من المدن الواقعة على نفس دائرة العرض، وذلك بسبب تأثير المياه الدافئة التي يجلبها تيار الخليج.
تقع ترومسو في منتصف منطقة الشفق القطبي (منطقة أضواء الشمال) وتعد واحدة من أفضل الأماكن في العالم لمراقبة هذه الظاهرة الفريدة. تختفي الشمس تحت الأفق من 26 نوفمبر إلى 15 يناير من كل عام. وتكون عودة الشمس إليها مناسبة للاحتفال. تشتهر ترومسو بكثرة ثلوجها في فصل الشتاء رغم اختلاف كمية الثلوج من عام لآخر. أما في فصل الصيف فلا تغرب الشمس من 18 مايو حتى 26 يوليو وتسمى بظاهرة شمس منتصف الليل. ولا يحدث ظلام حقيقي بين أواخر أبريل ومنتصف أغسطس من كل عام.

## المعالم والحياة الثقافية

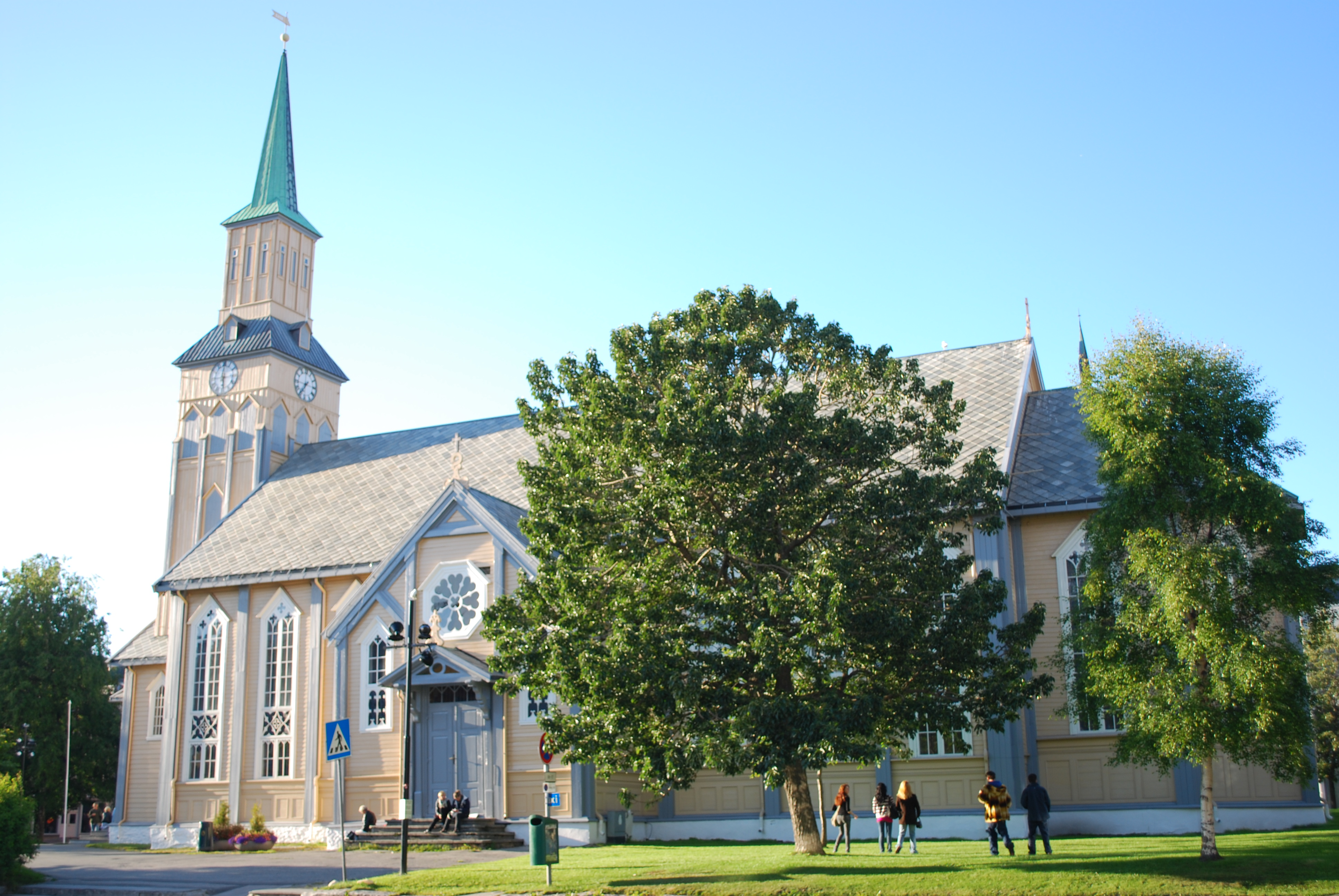
كاتدرائية ترومسو

تضم مدينة ترومسو أقصى جامعات العالم شمالا (جامعة ترومسو)، وكذلك أقصى مسجد وحديقة نباتية وبلانتاريوم في شمال العالم وتشتهر بالعديد من البيوت الخشبية الأثرية الذي يعود أقدمها لعام 1789 وكذلك كاتدرائيتها الخشبية التي تعود لعام 1837. ومن المعالم الهامة أيضا قمة (Tromsdaltinden) الجبلية التي يبلغ ارتفاعها 1238 مترا وبحيرة بريست فانه (Prestvannet).
تعتبر المدينة أهم مركز ثقافي بالمنطقة، حيث تقام فيها العديد من المهرجانات الثقافية مثل مهرجان ترومسو العالمي للأفلام واليوم العالمي لقومية سامي والعديد من المهرجانات الموسيقية، وتضم عددا من المتاحف والمعارض الدائمة مثل متحف ترومسو والمتحف القطبي ومتحف الأحياء المائية. وتضم أيضا أقدم دار عرض أفلام في النرويج (Verdensteatret) أُنشئت عام 1915.
وفي مجال الرياضة تشتهر ترومسو بالرياضات الشتوية خاصة التزلج على الجليد بأنواعه المختلفة، كما يلعب نادي ترومسو إيدريتسلاغ لكرة القدم في الدوري النرويجي الممتاز، ويقام سباق ماراثون سنوي يسمى ماراثون شمس منتصف الليل.

## أعلام
- مادس جيلبرت
- مورتن بيدرسن
- ماريت مالم فرافيورد